# Чарадиці
Чарадиці (словац. Čaradice) — село в окрузі Комарно Нітранського краю Словаччини. Площа села 17,85 км². Станом на 31 грудня 2015 року в селі проживав 501 житель.
Поруч розташоване водосховище Козаровце. Протікає Чарадицький потік.

## Історія
Перші згадки про село датуються 1209 роком.

## Населення
| Рік:            | 1994. | 2004.   | 2014.   | 2024.   |
| --------------- | ----- | ------- | ------- | ------- |
| Кількість осіб: | 555   | 517     | 515     | 545     |
| Різниця:        |       | -6,84 % | -0,38 % | +5,82 % |

| Рік:            | 2023. | 2024.   |
| --------------- | ----- | ------- |
| Кількість осіб: | 534   | 545     |
| Різниця:        |       | +2,05 % |